# Garabello
Garabello is een historisch Italiaans motorfietsmerk.
De bedrijfsnaam was: Fabbrica Motocicli F.G. Garabello, Alba, later Luigi Comini, Torino.
Francesco Giovanni Garabello bouwde in 1903 zijn eerste motorfiets. Het was een staande eencilindermotor die in een fietsframe gebouwd was en directe riemaandrijving had. In 1908 waren er meer modellen: een 250- en een 500cc-uitvoering, maar de klantenkring beperkte zich tot Lombardije en Piëmont en de productie-aantallen bleven waarschijnlijk laag. Tijdens de Eerste Wereldoorlog werd de productie van motorfietsen gestaakt, maar Garabello hield zijn bedrijfje draaiende door motoronderdelen en kleppen voor vliegtuigmotoren te maken.
Tegen het einde van de oorlog begon hij al met de ontwikkeling van een nieuwe 1.000cc-viercilindermotor, die drie jaar zou duren. In 1922 werd de machine gepresenteerd. Ze had een watergekoelde langsgeplaatste viercilinder zijklep- lijnmotor met een geveerde driehoeksconstructie rond het achterwiel, waarbij de centrale veer onder het zadel zat. Het koelsysteem was onconventioneel: de radiateur zat achter het motorblok, maar de koelslangen liepen langs de voorkant van de tank, waardoor er toch voldoende koeling was. De machine had een - zeker voor die tijd - moderne constant-mesh drieversnellingsbak en asaandrijving. Ook de voorvering was erg modern: een parallellogramvork met luchtondersteunde veren. In de vooras en rondom de aandrijfas was een bandrem gemonteerd. cilinders en cilinderkoppen waren aanvankelijk in één stuk gegoten, maar toen het model in 1923 in serieproductie ging waren ze gescheiden. Deze machine werd weliswaar populair, maar de productiekosten waren zo hoog dat Garabello in 1924 zijn fabriek moest sluiten.
Een jaar later stond er echter weer een Garabello-viercilinder op de show in Milaan. Deze was bij de firma Comini in Turijn geproduceerd. Nu was er echter ook een kopklepversie leverbaar, een sportmodel dat 130 km/h haalde.
In 1927 kwam er een watergekoelde 175cc-eencilinder, die echter pas in 1929 in productie ging. Het was opnieuw een bijzondere maar ook dure machine. Ook deze motorfiets had waterkoeling, maar zeer kleine radiateur zat aan de voorkant van de benzinetank. Cilinders en cilinderkoppen waren van een aluminiumlegering en waren "achterstevoren" gemonteerd, met de carburateur aan de voorkant en de uitlaat aan de achterkant.
Ook deze machine oogstte veel bewondering, maar de nog steeds hoge productiekosten dwongen ook Comini begin jaren dertig de productie te staken.